# Vladimir Bukovskij
Vladimir Konstantinovič Bukovskij (rusky Владимир Константинович Буковский; 30. prosince 1942 Belebej – 27. října 2019 Cambridge) byl ruský politický aktivista, neurofyziolog a spisovatel. V 60. a 70. letech 20. století se stal jednou z vůdčích osobností disentu, známým se stal zejména svou kritikou politického zneužívání psychiatrie v tehdejším Sovětském svazu. Kvůli své angažovanosti sám strávil 12 let v sovětských věznicích, pracovních táborech a psychiatrických léčebnách.
V roce 2015 byl ve Spojeném království stíhán pro obvinění z držení dětské pornografie kategorie A (pronikavý pohlavní styk s dítětem a/nebo pohlavní styk dítěte se zvířetem nebo sadismus vůči dítěti), z něhož falešně obvinil ruské bezpečnostní služby, ale onemocněl a zemřel ještě před skončením procesu.

## Životopis
Do prvního střetu s úřední mocí se dostal v roce 1959, kdy byl vyloučen ze školy za publikaci zakázaného časopisu. Později byl několikrát hospitalizován v různých psychiatrických léčebnách. Vězněn byl i za podporu jiných disidentů. V roce 1971 se mu podařilo propašovat na Západ dokumentaci k zneužívání psychiatrie proti oponentům režimu, např. matematikovi Elijahu Ripsovi. Následně byl odsouzen a poslán do vyhnanství, zveřejněné materiály však vyvolaly prudkou reakci odborné veřejnosti na Západě. Sovětský svaz pak od některých kritizovaných praktik ustoupil. Po vyjednávání vlád Sovětského svazu a Spojených států amerických byl roku 1976 vyměněn za chilského politického vězně, generálního tajemníka Komunistické strany Chile Luise Corvalána, který byl uvězněn po Pinochetově puči. Vladimir Bukovskij se pak přestěhoval do Cambridge ve Spojeném království, kde 27. října 2019 zemřel na selhání srdce.

## Politické působení
Roku 2007 souhlasil s kandidaturou na prezidenta Ruské federace ve volbě, která se konala následujícího roku. Volební komise jej však vyřadila mj. proto, že v minulých deseti letech nežil na ruském území.
V roce 2010 se stal jedním z prvních signatářů opoziční kampaně s názvem Putin musí odejít.

## Ocenění
Roku 2001 obdržel Reaganovu-Trumanovu medaili svobody.

## Dílo
- Seznam děl v Souborném katalogu ČR, jejichž autorem nebo tématem je Vladimir Bukovskij
- BUKOVSKIJ, Vladimír. A vítr se vrací: příběh disidenta. Praha: Volvox Globator, 2012. ISBN 978-80-7207-864-6.